# Rereescena

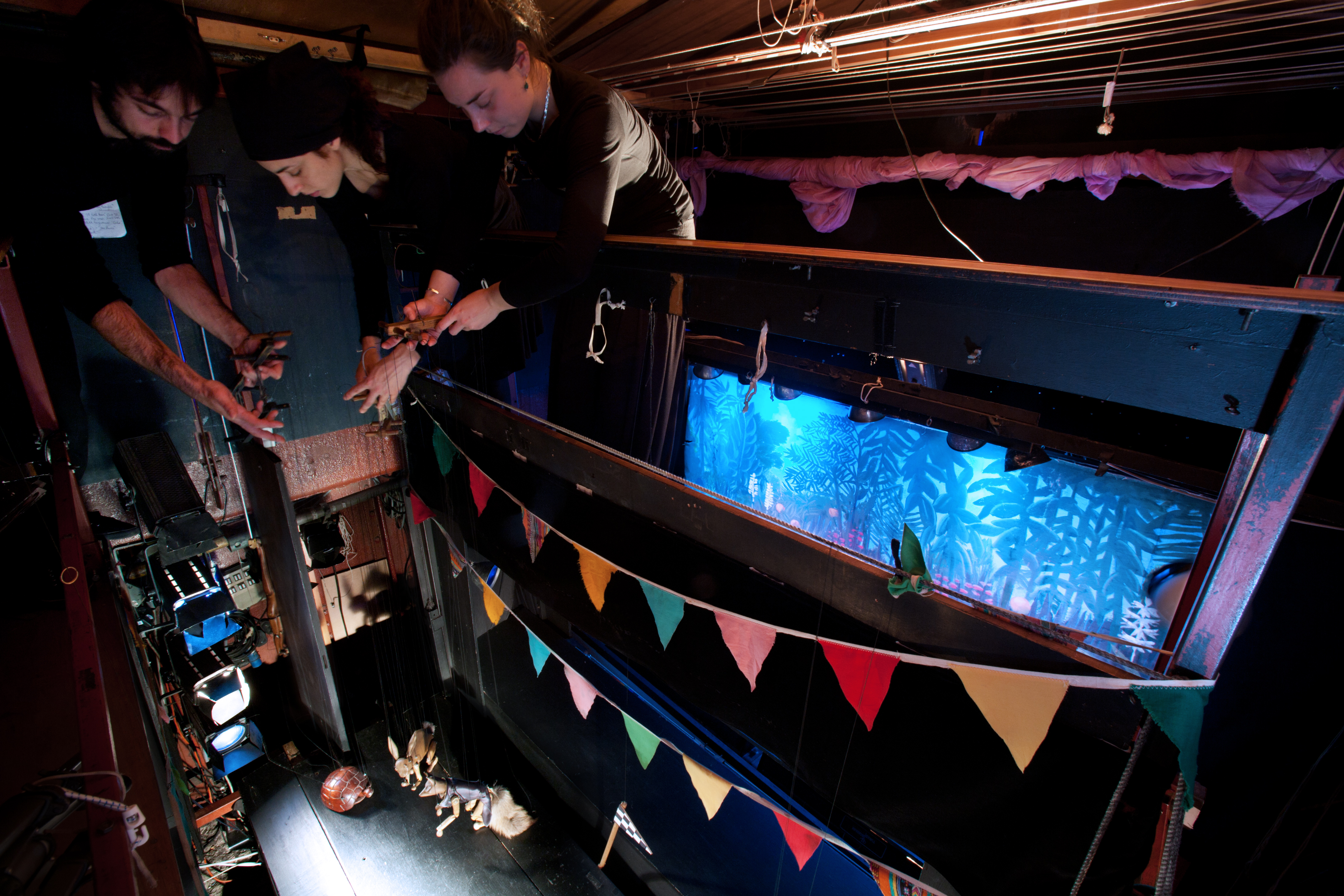
Les bambalines són l'espai físic que no es mostra al públic durant el transcurs de l'espectacle

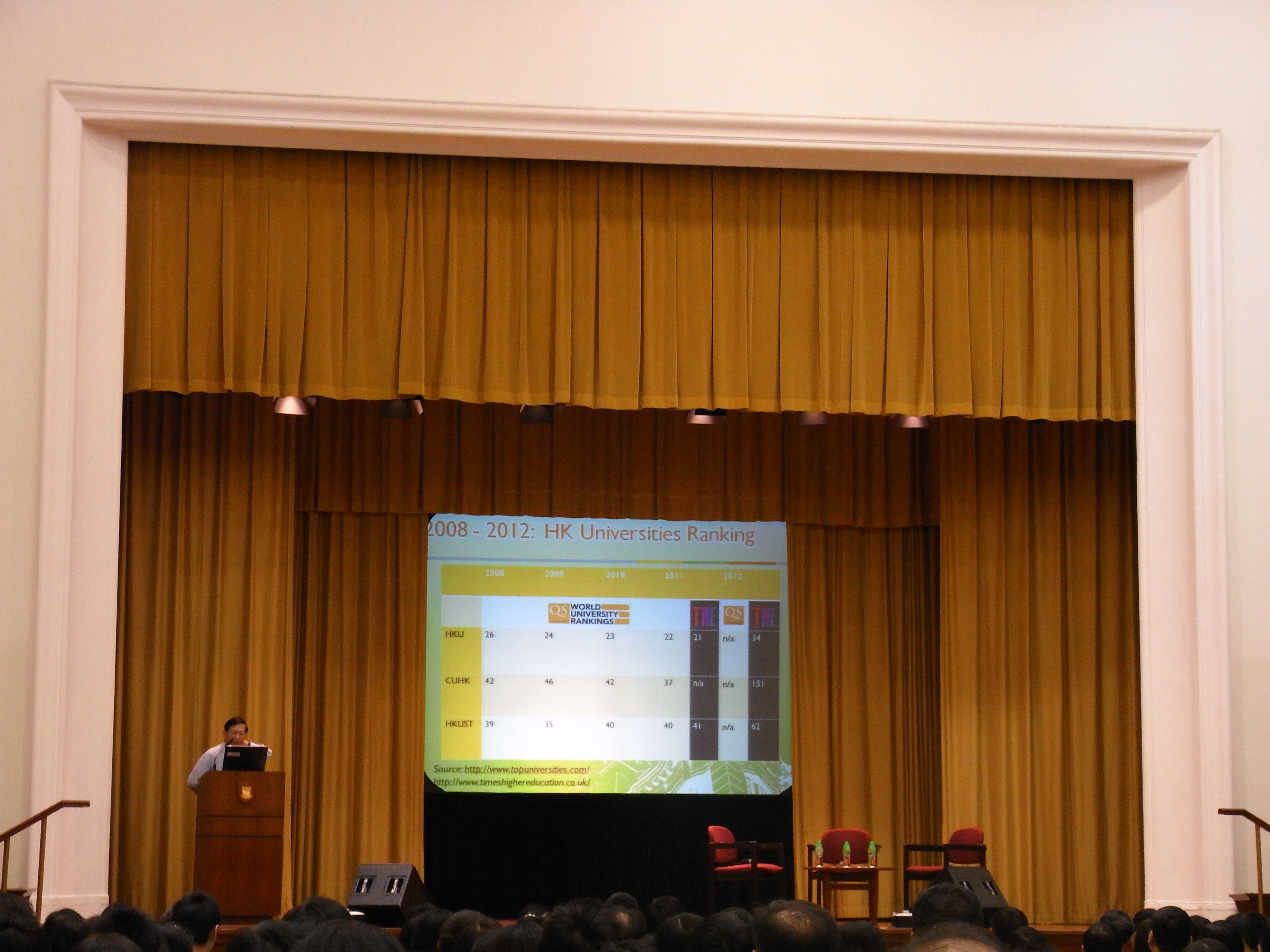
Escenari amb telons de fons, als costats (cametes) i a la part superior (bambolines).

La rereescena en les arts escèniques és l'espai físic que durant un espectacle no és visible pels espectadors, en contraposició a l'escena. Una obra d'art escènica necessita que hi hagi sempre una escena i almenys una persona de públic però la rereescena no és obligatòria. El concepte de rereescena serveix també per a designar els professionals de l'espectacle que treballen durant aquest però no surten a escena, com per exemple els tècnics de llum i de so. Els intèrprets, a més de sortir a escena, en alguns espectacles hi pot haver moments que n'estiguin fora, és a dir que es trobin a la rereescena, entre caixes, entre bastidors o entre bambolines (castellanisme).
Es pot considerar que el conjunt d'objectes escenogràfics el formen l'escenografia, la il·luminació, les projeccions, els efectes sonors i la música. D'aquests, l'escenografia inclou l'utillatge (en italià, attrezzo) i tots els objectes materials que es poden percebre visualment que limiten l'espai escènic o espai físic de l'actuació. Aquesta separació no existeix sempre, ja que de vegades l'escena ocorre en un espai obert.
Quan existeixen, els decorats formen l'anomenada '"caixa negra", un conjunt de telons típicament de color negre però que havien estat vermells, per exemple, o poden ser blancs o d'un altre color neutre. Els telons delimiten un espai en forma d'octaedre, el teló de fons marca la paret del fons, les cametes delimiten els costats i tècnicament les bambolines són les peces de teló que emmarquen la franja horitzontal superior de l'escenari.

## Etimologia

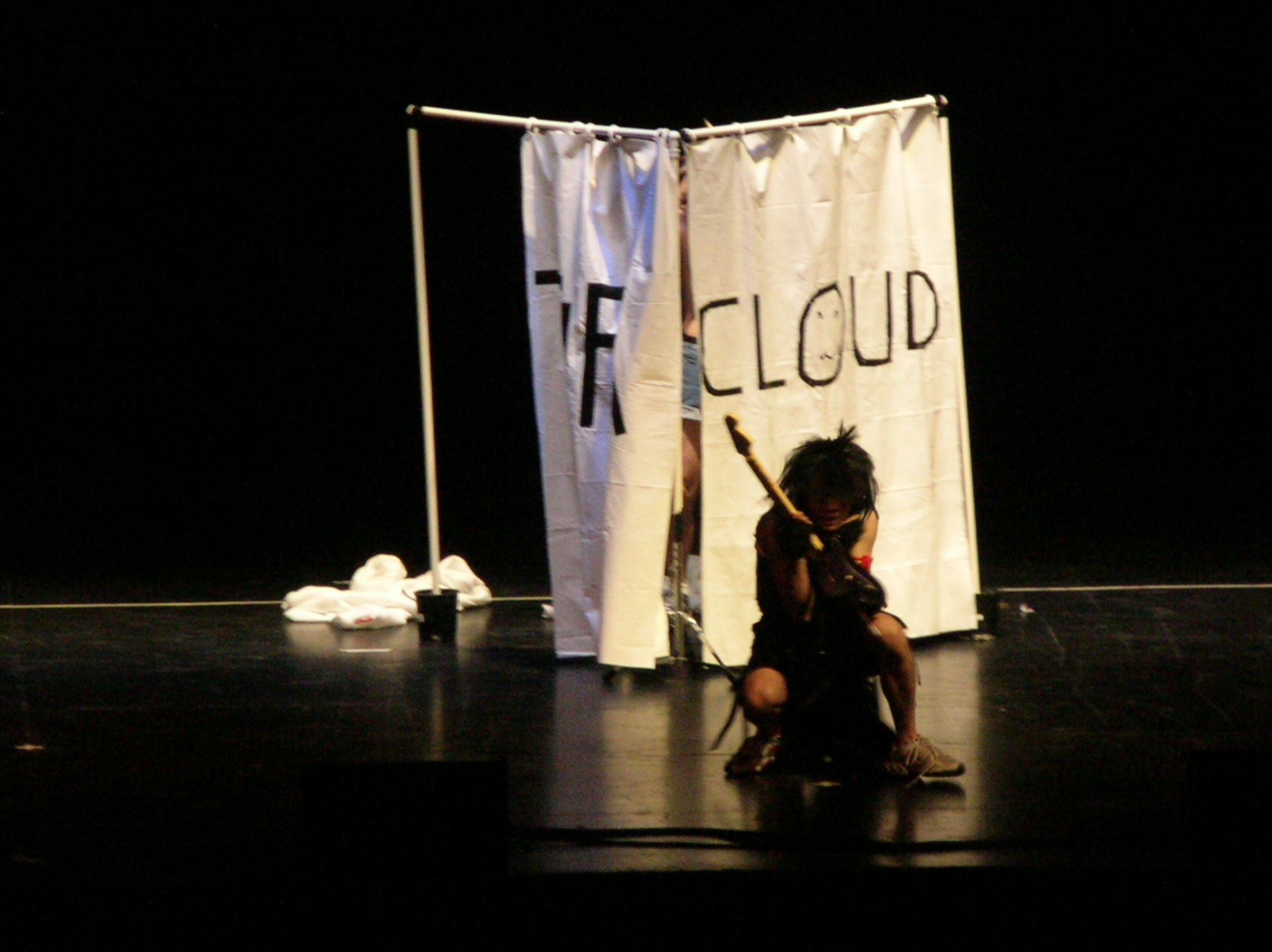
Actors dins i fora d'escena

Els mots bambalina i bambolina, com altra terminologia de l'escenografia tradicional (els teatres a la italiana dels segles XVII i XVIII), en català provenen de l'italià. En aquests teatres, les bambolines eren les cortines disposades a banda i banda de l'escenari, per on entraven i sortien els actors a escena.
Posteriorment les cortines de roba es van substituir per bastidors, estructures de fusta recolzades a terra que subjectaven verticalment un llenç o un paper. De vegades, per tradició, encara es diu "estar entre bambolines" o "entre bastidors" per a referir-se a la part de l'escenari amagada al públic; per a referir l'espai físic on els intèrprets esperen per a sortir a escena i que pot incloure altres espais com per exemple els camerinos, lavabos i altres sales.
Actualment, per a designar els objectes materials visuals que delimiten l'escena, quan hi són, i separar el que ocorre "dins" (visible) i "fora" (amagat) es parla d'estar dins i "entre caixes".

## Obscenitat

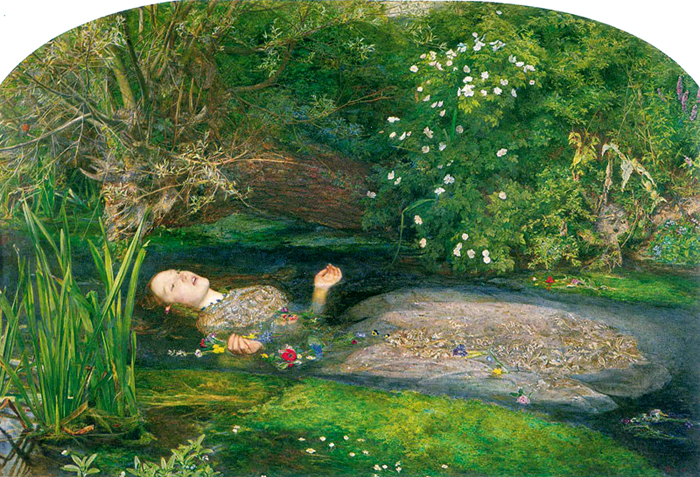
A Hamlet no veiem com mor Ofèlia, ens hem de fiar -o no- de la versió dels fets que dona la reina

Les bambalines, en ser l'espai no públic durant l'espectacle, conceptualment és l'espai fora d'escena o obscè. De vegades a obres dramàtiques interessa que alguna acció dramàtica no sigui vista pel públic, per tal que sigui ell qui l'imagini o qui munti la història a partir de diverses informacions parcials. La utilització de l'obscenitat és un recurs dramàtic que s'ha usat al llarg de la història del teatre i encara es fa servir avui dia.

## Bibliografia

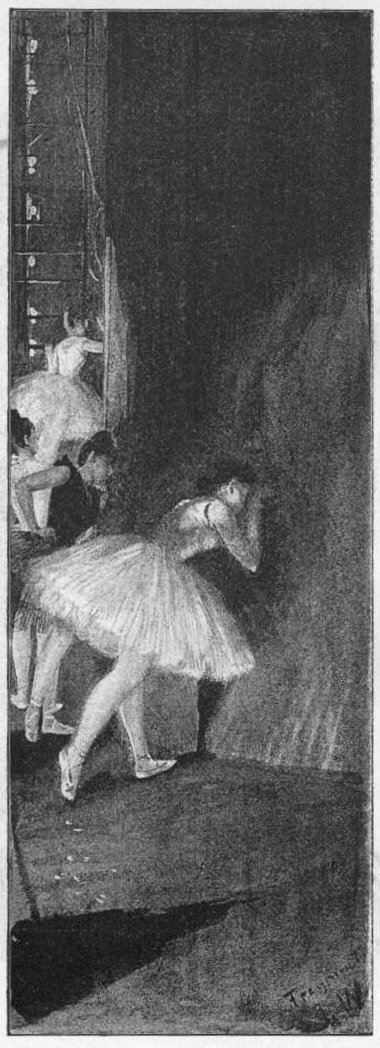
Artistes espiant el públic entre bambalines